# Carlos Neumayer
Carlos Neumayer war ein deutscher Fußballspieler, der in Mexiko tätig war. Sein Vorname wird gemäß der englischen Schreibweise gelegentlich als Charles angegeben und könnte seiner deutschen Herkunft entsprechend auch Karl gewesen sein, sein Familienname taucht in einigen Quellen auch als Neumaier bzw. internationalisiert als Newmayer auf.

## Leben
Carlos Neumayer ist der Sohn von Otto Neumayer, einem für die Cervecería Moctezuma in Orizaba tätigen deutschen Braumeister, der unter anderem die Biermarke Noche Buena entwickelt hat, die es seit 1924 gibt.
Carlos Neumayer spielte in der Saison 1927/28 beim Hauptstadtverein Club América, mit dem er in derselben Saison den Meistertitel gewann. In der darauffolgenden Saison 1928/29 spielte er für den ebenfalls in Mexiko-Stadt beheimateten Club Marte, mit dem er ein weiteres Mal die mexikanische Meisterschaft gewann. Nachdem er mit seinem Heimatverein A.D.O. das inoffiziell ausgetragene Sonderturnier Campeonato Nacional Torneo Educación 1930 gewonnen hatte, spielte er in den frühen 1930er Jahren noch kurzzeitig für den Club Necaxa, gehörte aber anscheinend nicht mehr zu dessen unter der Bezeichnung Once Hermanos bekannt gewordenen Meistermannschaft, die zwischen 1932/33 und 1937/38 vier Meistertitel gewann.

## Erfolge
- Mexikanischer Meister: 1928 und 1929